# Rodzina Filipa V (1723)

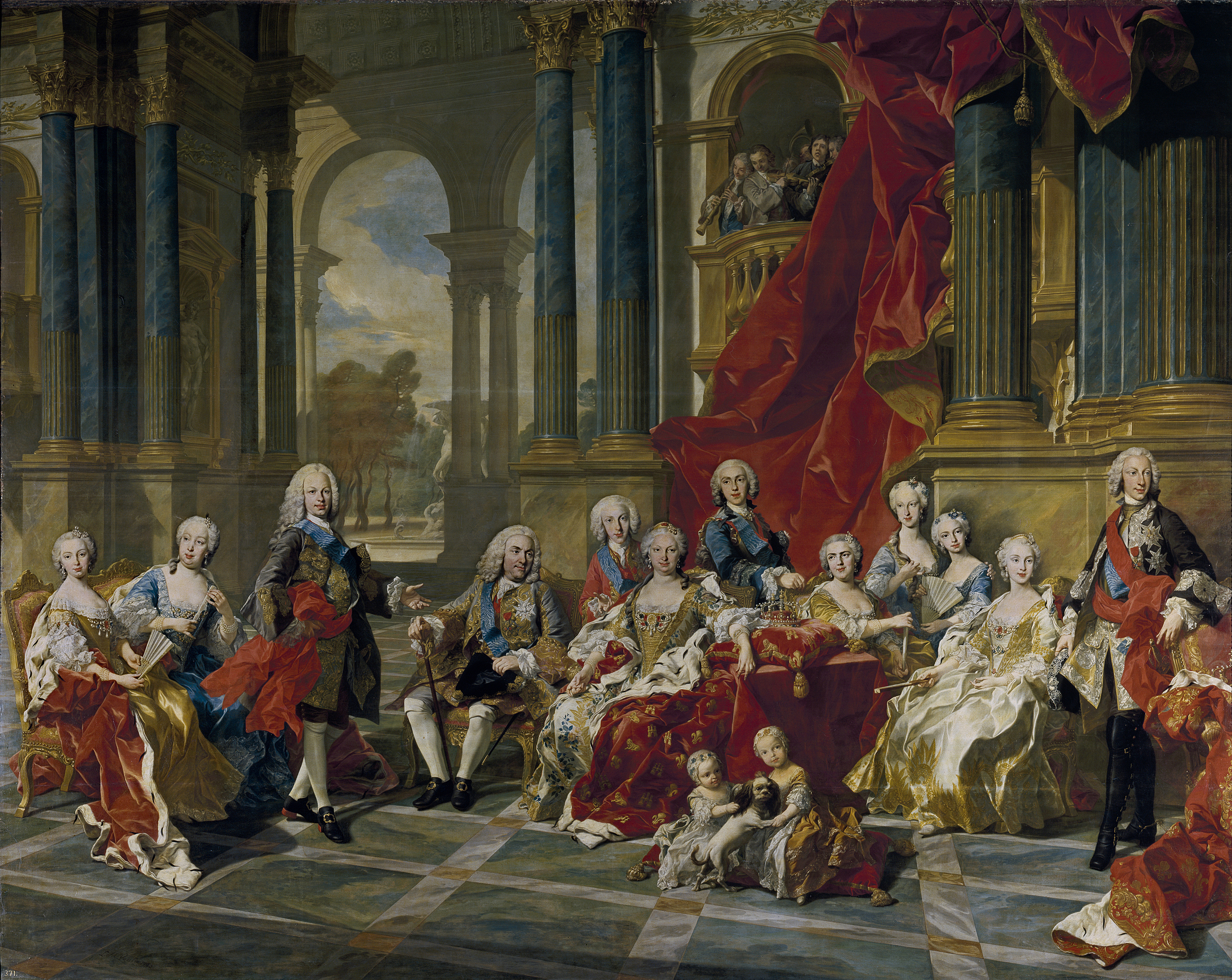
Rodzina Filipa V pędzla Louisa-Michela van Loo, 1743

Rodzina Filipa V (fr. La Famille de Philippe V) – obraz olejny francuskiego malarza Jeana Ranca (1674–1735), który pracował na hiszpańskim dworze w latach 1723–1761. Przedstawia króla Filipa V Burbona z najbliższą rodziną i dworem. Został namalowany w stylu francuskiego baroku i rokoko jako szkic przygotowawczy do większego dzieła, którego Ranc nie zdołał ukończyć. Obecnie znajduje się w zbiorach Muzeum Prado w Madrycie.
Jednym z powodów, dla których malowano zbiorowe portrety było objęcie hiszpańskiego tronu przez ród Burbonów – poprzedni król Karol II był ostatnim z dynastii Habsburgów i zmarł bezdzietnie. Portret zbiorowy Ranca stał się inspiracją dla jego następcy Louisa-Michela van Loo, który namalował dwa dzieła o tym samym tytule i podobnej kompozycji w 1738 i 1743 roku.
Portret przedstawia Filipa V i pięcioro jego najstarszych dzieci. Król siedzi między swoimi dwoma najstarszymi synami, księciem Ludwikiem i Ferdynandem, których matką była jego pierwsza żona Maria Ludwika Sabaudzka. Po śmierci Marii Ludwiki w 1714 roku król poślubił Elżbietę Farnese. Jego druga żona i ich troje dzieci zostali przedstawieni na obrazie. Trzyletni infant Filip ubrany w suknię stoi pomiędzy rodzicami i trzyma w dłoni żółty kwiat. Owalny portret przedstawia infantkę Mariannę Wiktorię, narzeczoną Ludwika XV (zaręczyny odwołano w 1725), która przebywała we Francji. Po prawej stronie w niebieskim stroju stoi infant Karol, przyszły król Karol III.
Tłem dla obrazu jest wielka sala przypominająca Galerię Zwierciadlaną Pałacu wersalskiego, w którym urodził się Filip V. Dworzanie i służący są przedstawieni zajęci swoimi codziennymi obowiązkami. W oddali widać również mnicha, być może jest to nawiązanie do religijności króla. Wszyscy mężczyźni na portrecie noszą Order Ducha Świętego. Wkrótce po powstaniu tego portretu Ranc namalował także podobiznę księcia Ferdynanda stojącego z psem, która również znajduje się w zbiorach Prado.